# Graue Ukraine

Vorgeschlagene Flagge des Grauen Keils (2010)

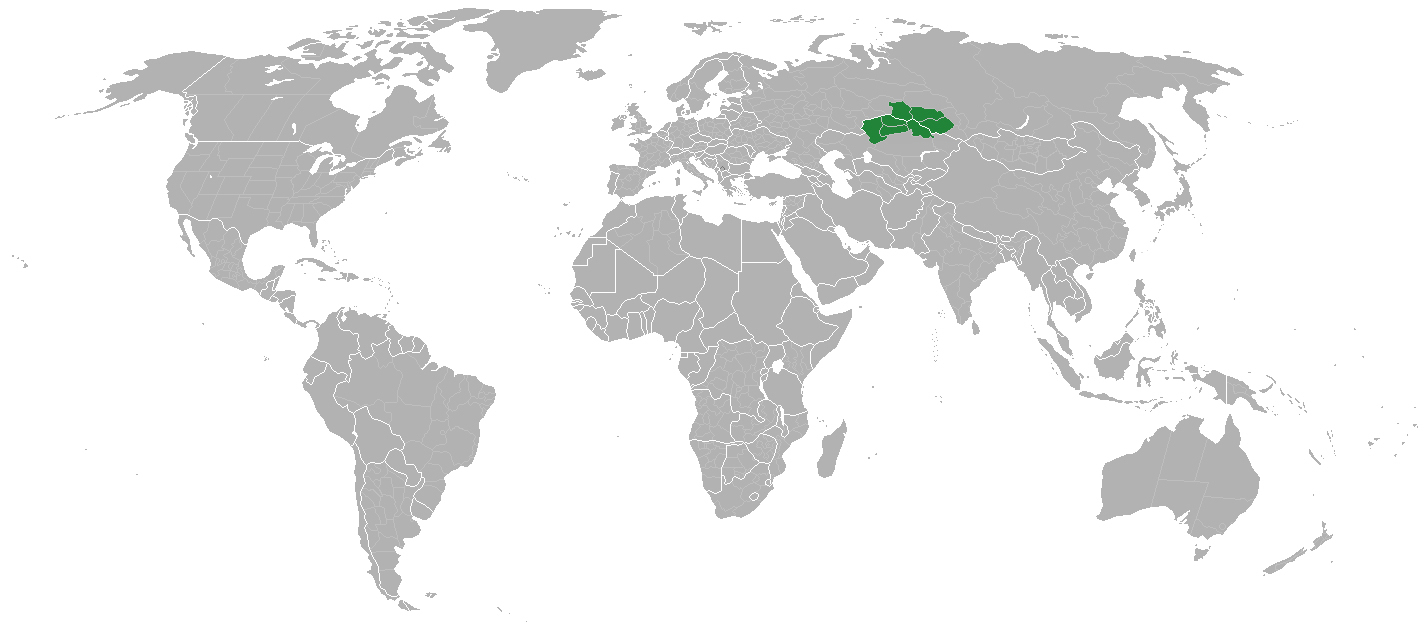
Lage des Grauen Keils

Die Graue Ukraine (ukrainisch Сіра Україна Sira Ukrajina) bzw. der Graue Keil (ukrainisch Сірий Клин Siryj Klyn) ist eine Bezeichnung für die von Ukrainern bewohnte Region im Südwesten Sibiriens und im Norden Kasachstans. Seit Ende des 19. und Anfang des 20. Jahrhunderts wurde die Region überwiegend von Ukrainern bewohnt. Die Fläche beträgt etwa 460.000 km². In den Jahren 1917 bis 1920 wurde im Grauen Keil eine Bewegung für die Autonomie des ukrainischen Staates ins Leben gerufen.

## Geographie
Der Graue Keil umfasst die ehemalige Steppenregion, also das heutige Nordkasachstan, der Süden der Region Omsk, die Barabasteppe in der Region Nowosibirsk, die Kulundasteppe – teilweise in der Region Nowosibirsk und in der Altai-Region sowie einige andere Regionen des Altai.

## Geschichte

### Episodische Kolonisierung
Zum ersten Mal erschienen Ukrainer im Rahmen der Abteilungen von Jermak Timofejewitsch auf dem Territorium Westsibiriens: Unter den Mitgliedern der Militärexpedition werden „Tscherkasen“ (ukrainisch Черкаси = Exonym für die ukrainischen Kosaken) erwähnt. Einer von ihnen war Tscherkas Oleksandrow, ein Teilnehmer am Jermak-Feldzug und Gesandter bei Iwan dem Schrecklichen und ab 1598 Hauptmann der Tobolsker Kavallerie-Tataren war.
In den ersten Jahrzehnten nach der Annexion Sibiriens durch die russischen Zaren wurden Ukrainer für den Dienst in den sibirischen Besatzungstruppen rekrutiert. Wahrscheinlich gehörten sie zu den Einheiten, die als erste das Gebiet der heutigen Region Nowosibirsk betraten und 1598 Khan Kutschum am Fluss Irmin, nahe seiner Mündung in den Ob, die endgültige Niederlage zufügten. Zu Beginn des 17. Jahrhunderts wurden die Siedlungen Barabynsky und Ubynsky gegründet. Auf dem Gebiet der heutigen Region Nowosibirsk stürmte der Woiwode Jakow Tuchatschewskij Dschingis, die Stadt des tatarischen Mursen Tarlawa, und ließ dort eine Kosakengarnison zurück. Mitte des 17. Jahrhunderts entstand im Gebiet des heutigen Berdsk eine Ansiedlung der Tomsker Kosaken.
Im Jahr 1770 wurden 138 Saporoger und Hetman-Kosaken, die wegen ihrer Teilnahme am Kolijiwschtschyna-Aufstand nach Sibirien verbannt, nach Omsk geschickt und in die Linie der Kosaken aufgenommen.

### Ukrainische Massenkolonisierung Sibiriens
Die Besiedlung Sibiriens durch Ukrainer begann in der zweiten Hälfte der 1870er und 1880er Jahre und nahm nach dem Bau der westlichen und mittleren Zweige der Transsibirischen Eisenbahn, deren Bau 1895 bis 1905 von beiden Enden aus durchgeführt wurde, laufend zu (Wladiwostok und der Ural). Besondere Dynamik erlangte es durch die Stolypin-Reform – die Zuteilung von freiem Land in Sibirien an landlose Bauern (hauptsächlich aus der Ukraine und Russland). Die Ukrainer ließen sich hauptsächlich in Dörfern in der Nähe dieser Eisenbahn nieder und betrieben Landwirtschaft und Viehzucht. Insbesondere Siedler aus dem Dorf Holinka im Bezirk Konotop beteiligten sich an der Besiedlung des Dorfes Nowoselje (Novosillja, heute Bezirk Kormilowskij der Region Omsk), Einwanderer aus dem nördlichen Teil des Bezirks Wolodymyr in Wolhynien besiedelten das Dorf Krasnohirka (heute nicht mehr existent, im nordwestlichen Teil des Bezirks Kuibyschew der Region Nowosibirsk), Bewohner des Kreises Kiew und der Oblast Tschernihiw das Dorf Reschoty (heute Bezirk Kochkowskij). Laut der Volkszählung von 1897 lebten mehr als 200.000 Ukrainer in Sibirien. Als Folge der Evakuierung nach dem Rückzug der russischen Armee aus Cholmsk und Wolhynien im Jahr 1915 kamen hier zahlreiche Ukrainer an.
In Kasachstan begannen sich in den 1870er Jahren Ukrainer niederzulassen, die überwiegend aus dem linken Ufer stammten. Nach der Einführung der Orenburg-Arys-Eisenbahn im Jahr 1905 nahmen die Migrationsströme stark zu.

### Die ukrainische Bewegung in Westsibirien 1917–1918

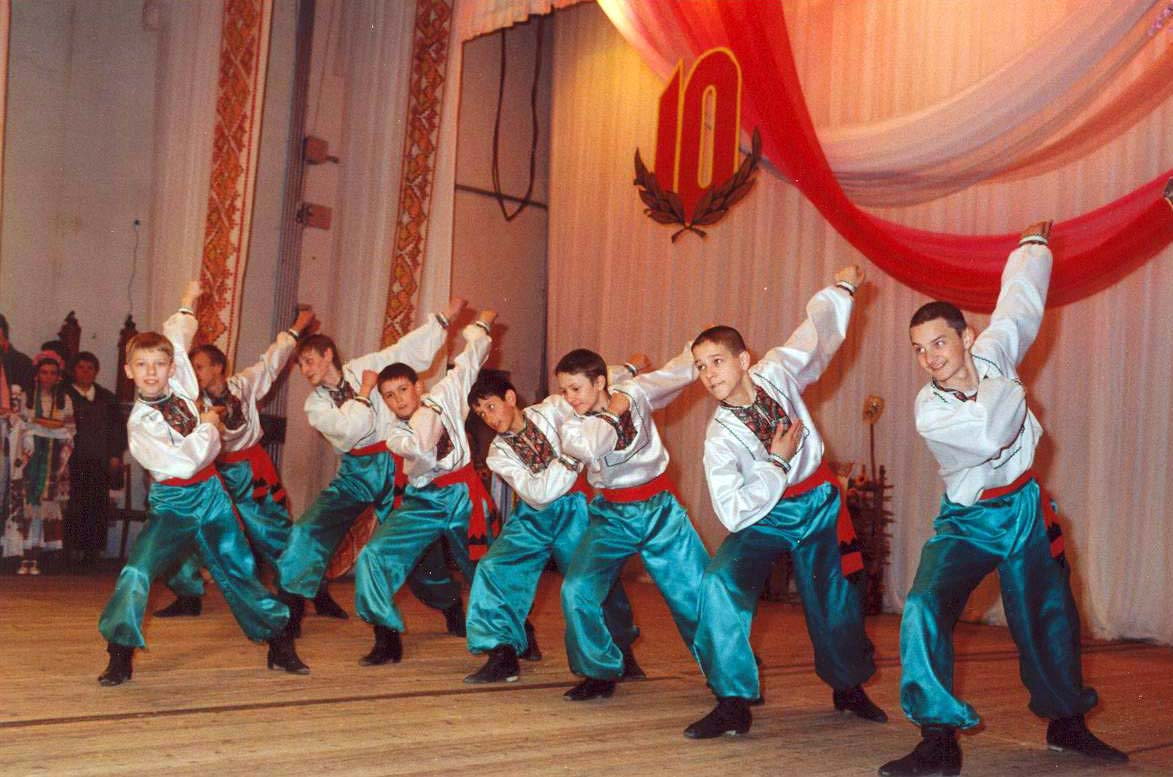
Auftritt ethnischer Ukrainer im Grauen Keil

Die Februarrevolution 1917 in Russland löste eine politische Bewegung in der gesamten Bevölkerung Sibiriens aus. Auch für ukrainische Siedler in Sibirien und viele ukrainische Soldaten, die sich dort im Mobilisierungs- und Formierungsprozess befanden, eröffneten sich erhebliche Chancen.
Am 23. März 1917 fand in Tomsk die erste Massendemonstration der Ukrainer statt. An diesem Tag fand in den Hauptstraßen der Stadt eine große gesamtrussische Demonstration statt. Obwohl die ukrainische Gemeinschaft gerade erst mit der Formierung begonnen hat, gelang es ihr, die Menschen in Tomy schnell zu mobilisieren. Angesichts der Unerwartetheit des Feiertags hielt sich nur eine relativ kleine Gruppe ukrainischer Aktivisten in der Nähe ihrer Nationalflagge auf. Der ukrainischen Kolonne schlossen sich auch Galizier unter den örtlichen österreichischen Kriegsgefangenen an, insbesondere Sitscher Schützen. Die ukrainische Flagge, die in dieser sibirischen Stadt noch nie zuvor gesehen wurde, erregte allgemeine Aufmerksamkeit.
Bald entstanden ukrainische Organisationen in Omsk (Українська Вільна Громада, Ukrainische Freie Gemeinschaft), Tomsk (Bezirksrat), Slawgorod, Kurgan, Bijsk, Kainsk (Altai-Provinzrat), Nowonikolajewsk (Ukrainisches Bildungswesen) und anderen. In Omsk gab es Zweigstellen von Hilfseinrichtungen, die in Kiew erschienen, um sich um die von den russischen Behörden nach Russland deportierten Ukrainer aus Galizien und der Bukowina sowie um ukrainische Soldaten der österreichisch-ungarischen Armee zu kümmern, die sich in russischer Gefangenschaft befanden; Sie hatten Niederlassungen in mehreren sibirischen Städten.
Einige der ukrainischen Gefangenen (Soldaten der österreichisch-ungarischen Armee) schlossen sich dem ukrainischen Leben in Sibirien an. Hier wurden ukrainische Zeitungen veröffentlicht: Український Голос in Omsk und Українське Слово in Tomsk. Gleichzeitig entstanden militärische Organisationen, und Ende 1917 wurden separate ukrainische Militäreinheiten gebildet; es ist bekannt, dass die erfolgreichsten von ihnen die nach Hetman Petro Sahajdatschnyj benannten Kuren in Omsk und die Bataillone in Irkutsk und anderen Städten waren. Insgesamt wurden in Sibirien neun ukrainische Regimenter aufgestellt, aber nach einiger Zeit wurden sieben von ihnen aufgrund ihrer Unzuverlässigkeit aufgelöst.
Anfang August 1917 fand in Omsk der Erste Ukrainische Kongress Sibiriens statt, der den Ukrainischen Hauptrat Sibiriens gründete und einen Delegierten zum Ukrainischen Zentralrat nach Kiew entsandte.
Noch vor der Oktoberrevolution und dem Sieg der Bolschewiken fand in der ersten Oktoberhälfte 1917 ein Kongress der demokratischen Parteien Sibiriens statt (unter ihnen hatten die sibirischen Regionalisten und Sozialrevolutionäre die Mehrheit), der die Autonomie Sibiriens proklamierte und berief den Außerordentlichen Kongress Sibiriens ein, der vom 6. bis 15. Dezember 1917 in Tomsk stattfand, und schuf das vorübergehende Machtorgan Sibiriens – die Sibirische Temporäre Regionalduma (ihre Zusammensetzung sollte aus fünf ukrainischen Vertretern bestehen) und den Regionalrat („Sowjet“). Der Außerordentliche Kongress Sibiriens sandte Glückwünsche an den Ukrainischen Zentralrat in Kyjiw anlässlich der Ausrufung des Dritten Universals, und der Oblastrat teilte am 7. Januar 1918 den bolschewistischen Behörden in Petrograd mit, dass er diesen nicht anerkenne.
Ende Januar 1918 löste der Tomsker Arbeiter- und Soldatenrat den Sibirischen Regionalrat auf, aber die Provisorische Autonome Regierung Sibiriens handelte weiterhin in seinem Namen; So entstand in Sibirien eine Doppelmacht. Die Position des Sibirischen Regionalrats und der Provisorischen Autonomen Regierung Sibiriens wurde gestärkt, als das tschechoslowakische Korps Ende Mai 1918 gegen die Bolschewiken vorrückte, im April 1918 die japanischen und britischen Landungstruppen in Wladiwostok landeten und im August die amerikanischen Korps von General Graves.
Ein wichtiges Ereignis im Leben der Ukrainer in Sibirien war der Zweite Sibirische Allukrainische Kongress in Omsk (11.–13. August 1918), der von der Sibirischen Regionalduma die Erklärung der Unabhängigkeit Sibiriens und die Umsetzung des Prinzips der Selbstverwaltung einzelner Nationalitäten, insbesondere der Ukrainer, und Schaffung der Sibirischen Armee zum Schutz des Landes forderte. Die Streitkräfte der Belarusen gewannen jedoch den Bürgerkrieg. Die Provisorische Autonome Regierung Sibiriens übertrug im November 1918 die Macht an die in Ufa gebildete Provisorische Allrussische Regierung, die bald vom Obersten Regenten Russlands, Admiral Alexander Koltschak, geleitet wurde. Gleichzeitig wurde die ukrainische Bewegung in Sibirien verlangsamt. Der nach Hetman Petro Sahajdatschnyj benannte ukrainische Kuren hörte nach schweren Verlusten an der Uralfront gegen die Bolschewiki Ende 1919 auf zu existieren. Im darauffolgenden Krieg erreichte Koltschaks Armee fast die Wolga (März 1919), wurde aber später besiegt. Im Januar 1920 wurde seine Armee besiegt und Sibirien von den Bolschewiken erobert. Im November 1920 eroberten sie schließlich den Fernen Osten.

### Nationale Zusammensetzung 1926

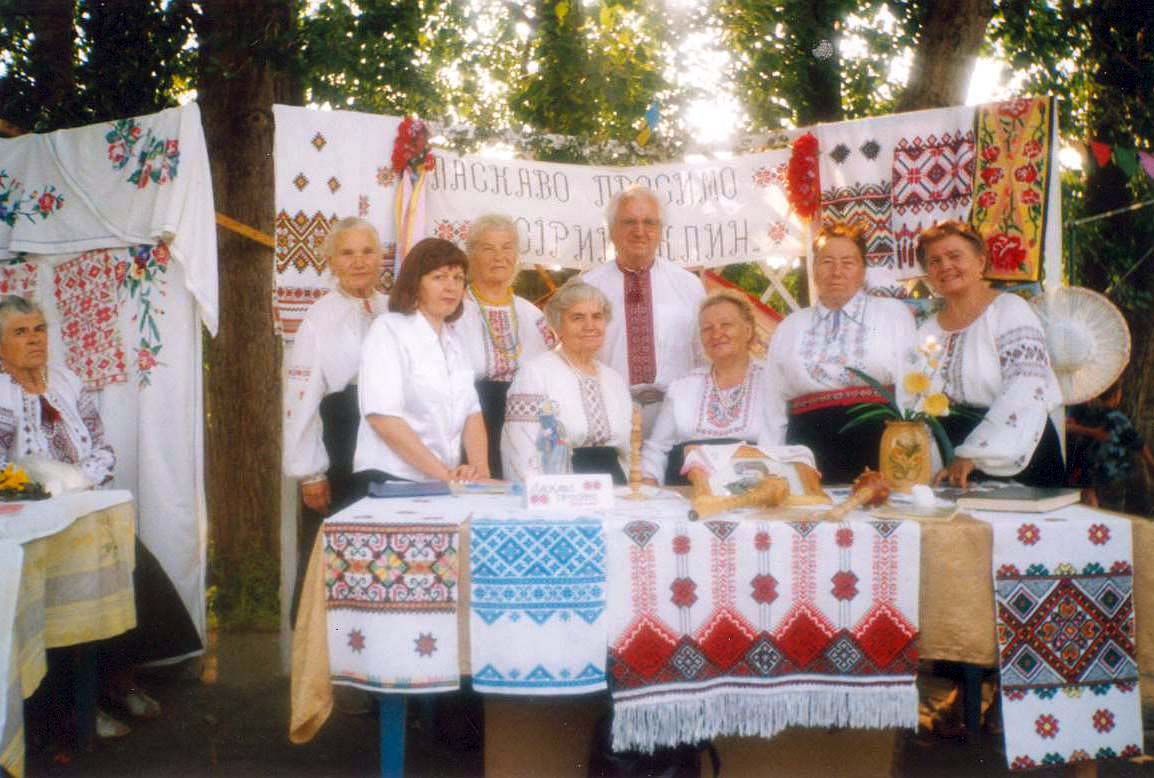
Ethnische Ukrainer im Grauen Keil, 2010

Laut der Volkszählung von 1926 lebten 1.358.000 Ukrainer in der Steppenregion. In dem von ihnen besiedelten Streifen von 150 bis 500 Kilometer Breite stellten Ukrainer die Mehrheit der Bevölkerung. Seine Fläche beträgt 460.000 km², davon 405.000 km² in Kasachstan und 5.500 km² in Sibirien. Er erstreckte sich über fast 2.000 Kilometer von Orenburg im Westen bis Semipalatinsk in den Ausläufern des Altai-Gebirges im Osten. In diesem Gebiet stellten Ukrainer in 44 von 81 Bezirken die Mehrheit. Im Jahr 1926 lebten hier insgesamt 915.000 Menschen und sie machten 40,4 % der Gesamtbevölkerung aus, während Kasachen 27 % und Russen 22 % ausmachten.
Im Bezirk Slawgorod (moderne Altai-Region der Russischen Föderation) war die nationale Zusammensetzung wie folgt:
- Ukrainer – 202.748 (47 %)
- Russen – 175.156 (40,4 %)

Im Bezirk Qostanai (Kasachstan):
- Ukrainer – 160.844 (41,3 %)
- Kasachen – 123.411 (31,7 %)
- Russen – 82.661 (21,2 %)

In der Provinz Akmola gab es 312.338 Ukrainer, im Bezirk Omsk 159.694, in der Provinz Orenburg 112.108, in der Region Semipalatinsk 140.233 und in der Provinz Aqtöbe 88.413.

### VomGroßen Terrorbis zur Gegenwart
Als der Große Terror der 1930er Jahre kam, wurden auch die Nowosibirsker Ukrainer unterdrückt. Unter ihnen war der Dichter und Prosaschriftsteller Pawlo Kononenko (1900–1971), ein Teilnehmer am Bürgerkrieg (auf der Seite der Bolschewiken). In den 1950er Jahren ließen sich viele Ukrainer in Kasachstan nieder und erschlossen Neuland. Insgesamt leben dort etwa 800.000 Ukrainer. 
Die 1930er Jahre waren geprägt von Stalins Terror und Unterdrückung sowie der Umsetzung einer aggressiven Russifizierung, die vor allem auf die Assimilation nichtrussischer slawischer Völker abzielte. Danach wurde die offizielle Zahl der Ukrainer in Sibirien und anderen Regionen außerhalb der Ukrainischen SSR von den sowjetischen Behörden erheblich gedrückt, unter anderem durch Fälschung von Berechnungen und die Schaffung von Bedingungen, unter denen sich Ukrainer bei der Volkszählung nicht als solche identifizierten. Heute ist die Diaspora in Kasachstan die zweitgrößte im postsowjetischen Raum, nach der ukrainischen Diaspora in Russland.
Am 28. August 2020 gab das Omsker Regionalgericht in Russland der Verwaltungsklage der Regionalabteilung des russischen Justizministeriums statt und beschloss, die Omsker regionale öffentliche Organisation Sibirisches Zentrum der ukrainischen Kultur Grauer Keil aufzulösen. Die Entscheidung, die öffentliche Organisation Grauer Keil aufzulösen, wurde vom Weltkongress der Ukrainer, dem diese Organisation angehört, verurteilt.